# Il guazzabuglio
Il guazzabuglio è stato un programma televisivo di varietà andato in onda in una edizione e 3 puntate dal 4 al 18 giugno 1977 sulla Rete 1 della Rai.

## Produzione
Diretto da Enzo Trapani, che ne era anche l'autore insieme a Marcello Marchesi e Gustavo Palazio, e trasmesso in bianco e nero, il programma aveva cinque conduttori, che erano anche interpreti degli sketch: Aroldo Tieri, Giuliana Lojodice, Enrico Papa, Jenny Tamburi e Giampiero Albertini. Tra gli altri attori partecipanti vi era Marco Tulli. La direzione orchestrale era di Marcello De Martino.
Alcuni sketch del programma furono riproposti nelle puntate di Techetechete'. La piattaforma Rai Play non ha ancora reso disponibili in streaming le puntate integrali.